# ديريك زد. جاكسون
ديريك زد. جاكسون (بالإنجليزية: Derrick Z. Jackson) هو صحفي أمريكي، ولد في 31 يوليو 1955.